# Баушевская улица
Ба́ушевская улица — улица в городе Петергофе Петродворцового района Санкт-Петербурга. Проходит от улицы Халтурина до улицы Беловой.
Первоначально именовалась Ульяновской улицей. Такое название было присвоено в 1920-х годах в честь В. И. Ульянова (Ленина).
В результате изменения плана строительства учебно-научного комплекса СПбГУ в Петергофе на расстоянии около 1 км друг от друга оказались две Ульяновские улицы (вторая Ульяновская проходит от железной дороги Старый Петергоф — Ломоносов до Астрономической улицы). 25 июля 2012 года Ульяновская улица в Сергиевке «как менее значимая в градостроительном отношении (длина около 250 метров)» была переименована. Новое название — Баушевская — связано с прудом Бауш, рядом с которым идет улица. Название пруда возникло в XIX веке и связано с располагавшимся здесь кирпичным заводом купца Баушева.